# Stavros Dimas

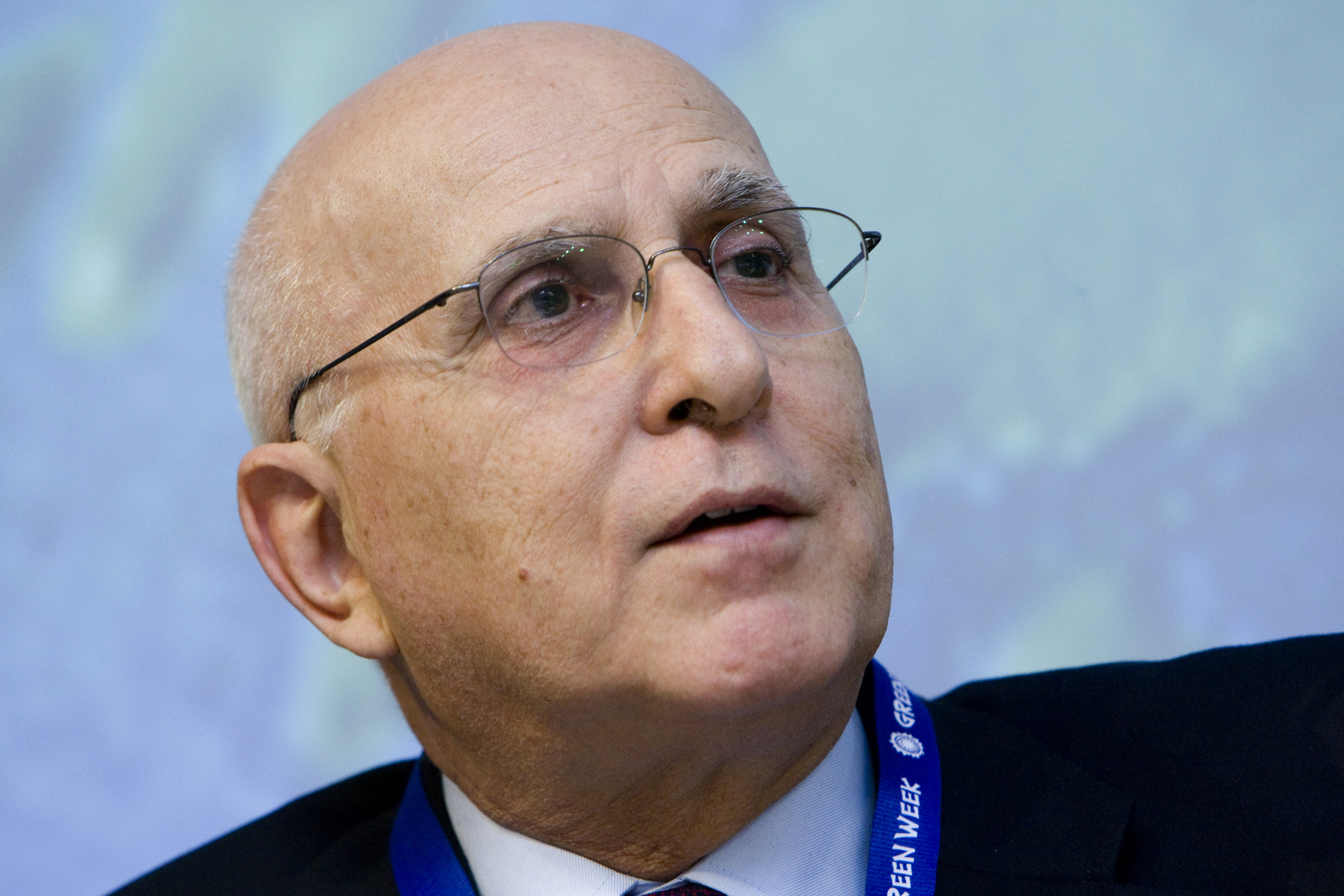
Stavros Dimas.

Stavros C. Dimas (en griego: Σταύρος Δήμας) (Atenas, 30 de abril de 1941) es un político griego.
Estudió derecho y economía en la Universidad de Atenas. obtuvo un máster en Derecho por la Universidad de Nueva York.
Trabajó como jurista para el Banco Mundial y para Sullivan y Cromwell, un gabinete de abogados de Wall Street. Elegido al Parlamento griego diez veces sin interrupción desde 1977, ocupó puestos en el primer plano de la política griega. 
Entre marzo y noviembre de 2004 fue comisario europeo de Empleo y Asuntos Sociales. Desde noviembre de 2004 hasta noviembre de 2009 fue comisario de medio ambiente en la Comisión presidida por José Manuel Durão Barroso.

## Carrera profesional
- 1969-1970 Gabinete de abogados Sullivan y Cromwell, Wall Street
- 1970-1975 Banco Mundial, Washington D. C. Jurista al Servicio Jurídico de la Sociedad financiera internacional.
- 1975-1977 Gobernador adjunto del Banco griego de desarrollo industrial (ETBA)

## Carrera política
- 1977-2004 de Miembro del Parlamento griego, representante del partido Nueva Democracia
- 1977 Miembro de la comisión negociando la adhesión de Grecia a la CEE
- 1977-1980 Ministro adjunto de la coordinación económica
- 1980-1981 Ministro del comercio
- 1985-1989 Portavoz parlamentario de Nueva Democracia
- 1989-1990 Ministro de Agricultura
- 1990-1991 Ministro de Industria, Energía y Tecnología
- 1995-2000 Secretario General de Nueva Democracia
- 2000-2003 Miembro principal del Comité de control "analiza política" de Nueva Democracia.
- 2000-2004 Jefe de la delegación de Nueva Democracia en el Consejo de Europa.

## Vínculos
- Su sitio (en español)
- Su currículo (en español)

- Datos: Q58091
- Multimedia: Stavros Dimas / Q58091